# Allochrusa versicolor
Allochrusa versicolor är en nejlikväxtart som först beskrevs av Fisch. och C. A. Mey., och fick sitt nu gällande namn av Pierre Edmond Boissier. Allochrusa versicolor ingår i släktet Allochrusa och familjen nejlikväxter. Inga underarter finns listade i Catalogue of Life.